# 甘丹林學院

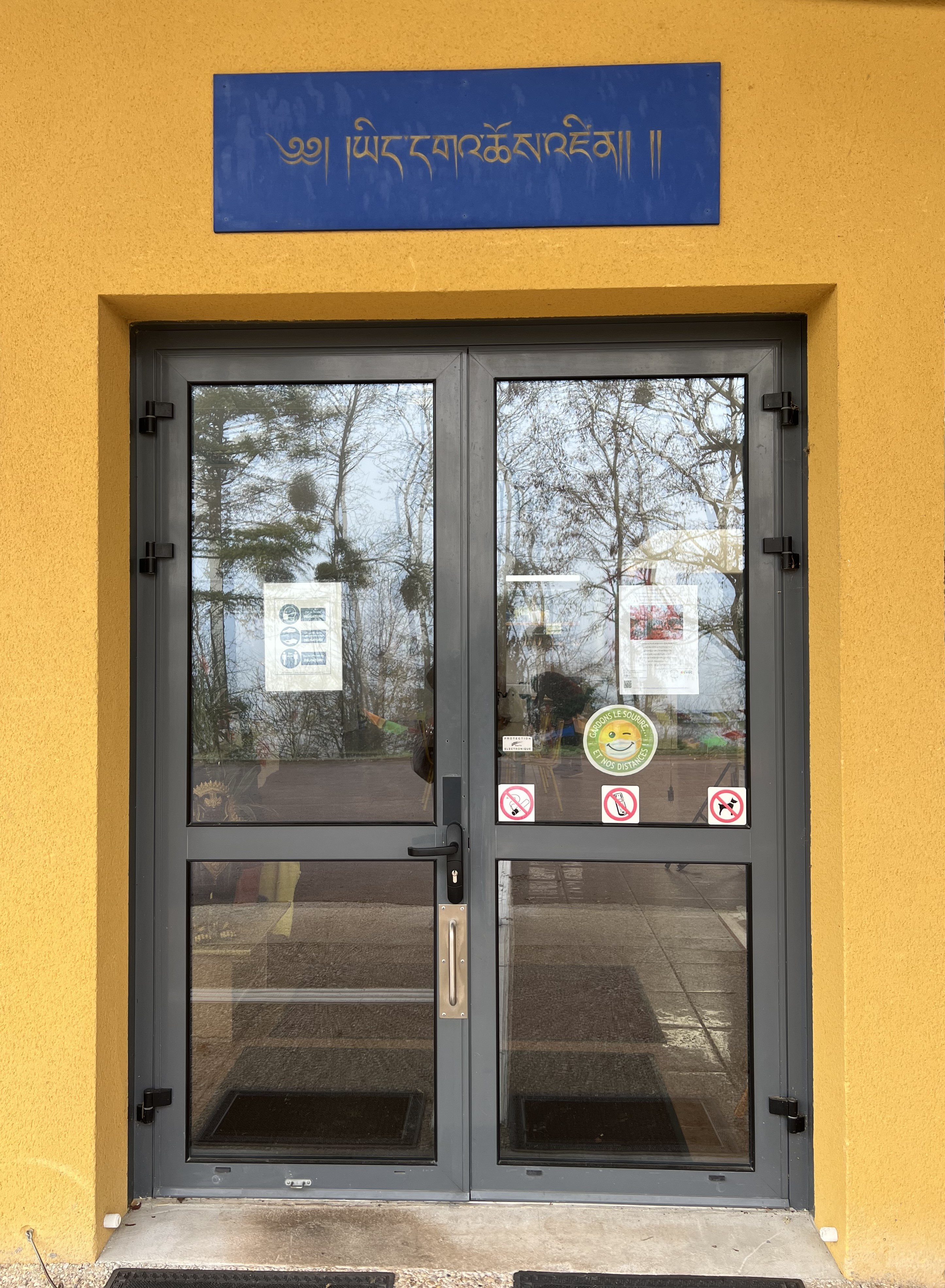
甘丹林佛學院愉悦持法寺正門

甘丹林佛學院（藏語：དགའ་ལྡན་གླིང，威利转写：dga' ldan gling，THL：Ganden Ling），法國巴黎大區藏傳佛教格魯派弘法中心，坐落於楓丹白露市東南之沃訥-蕾-薩布隆(Veneux-les-Sablons)，於1978年由尊者塔布仁波切創建，1995年成立法國政府承認的佛教僧團，2005年建成愉悦持法寺（ཡིད་དགའ་ཆོས་འཛིན་），2008年第十四世達賴喇嘛蒞臨該地鼓勵信眾、表達關懷。。
“甘丹”意為“兜率天”，即彌勒菩薩所處之“知足天”，“林 'གླིང'”為梵文द्वीप的藏文譯語，意為“洲、島、陸”，由於發音近似，漢語常譯為“林”。甘丹林以拉薩三大寺之一的甘丹寺為祖庭，該寺於1409年由格魯派創始人宗喀巴大師親自籌建，因此以“甘丹林”命名佛學院可謂開宗明義，蘊含深遠，既緬懷宗喀巴大師畢生演教弘律，又冀望彌勒佛早日降世度生。

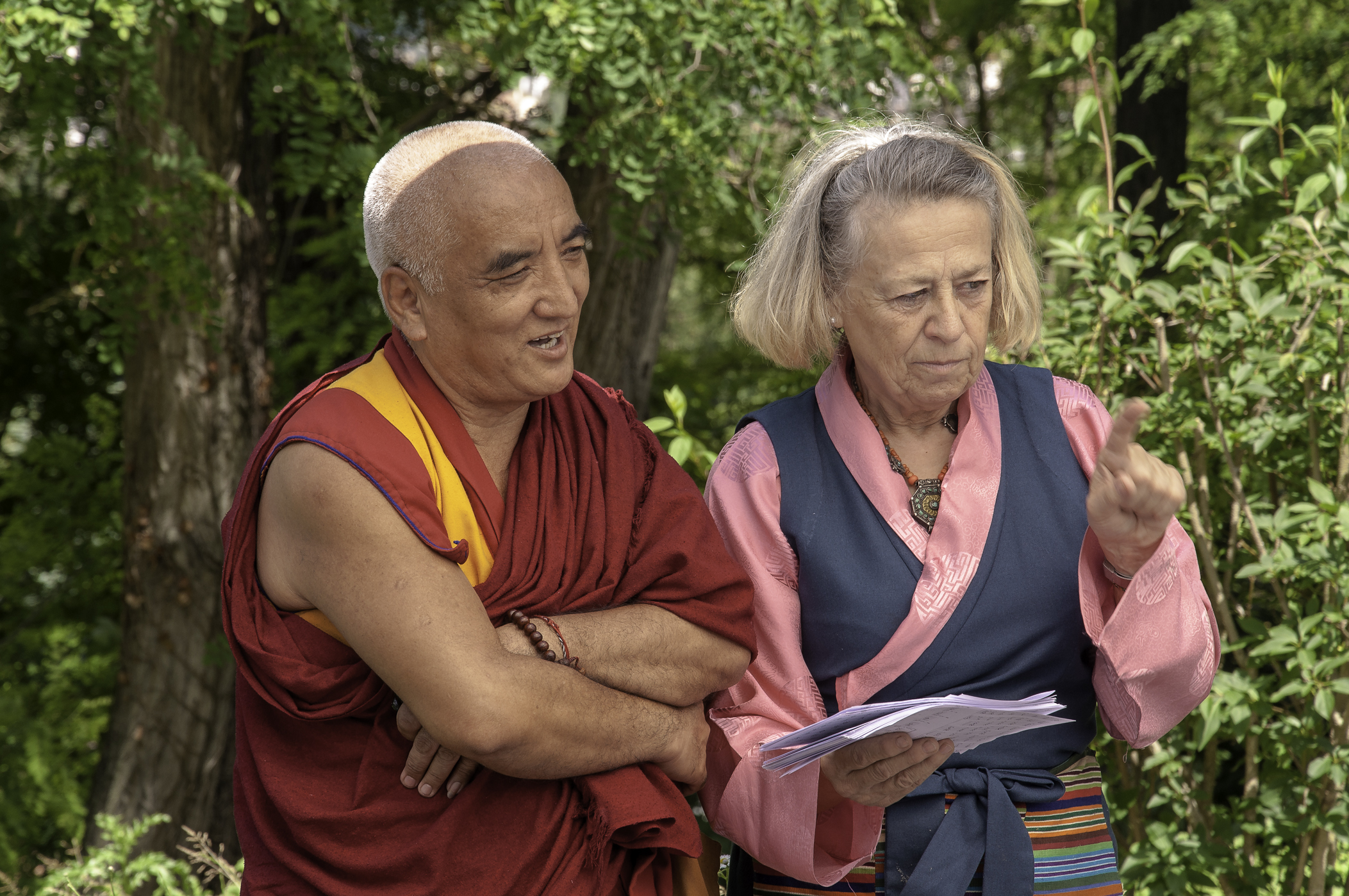
土丹丹巴格西陪學員練習藏語

甘丹林佛學院環境靜謐、優美，在溝壑火車軌道兩側擁有兩片園林及三棟建築，尊者塔布仁波切常住其中，在他縝密規劃與精心安排下，各種文化及宗教活動常年不斷，近年使用網絡遠程弘法以來，院內各項活動循序漸進，線上影響日益擴大遠揚。